# Freyvid Rancken
Runar Freyvid Rancken, född 13 januari 1854 i Jakobstad, död 1 januari 1901 i Uleåborg, var en finländsk astronom.
Rancken, som var son till rektorn, professor Johan Oskar Immanuel Rancken och Kristina Wilhelmina Asp, blev student vid Vasa gymnasium 1872 och studerade därefter vid Helsingfors universitet, där han blev filosofie kandidat och filosofie magister 1877 samt filosofie licentiat och filosofie doktor (primus) 1882. Han var lektor i fysik och matematik vid Uleåborgs svenska lyceum från 1892 till sin död. Han ingick 1882 äktenskap med Addi Sofia Elisabet Kuhlefelt.